# Vaksalagatan

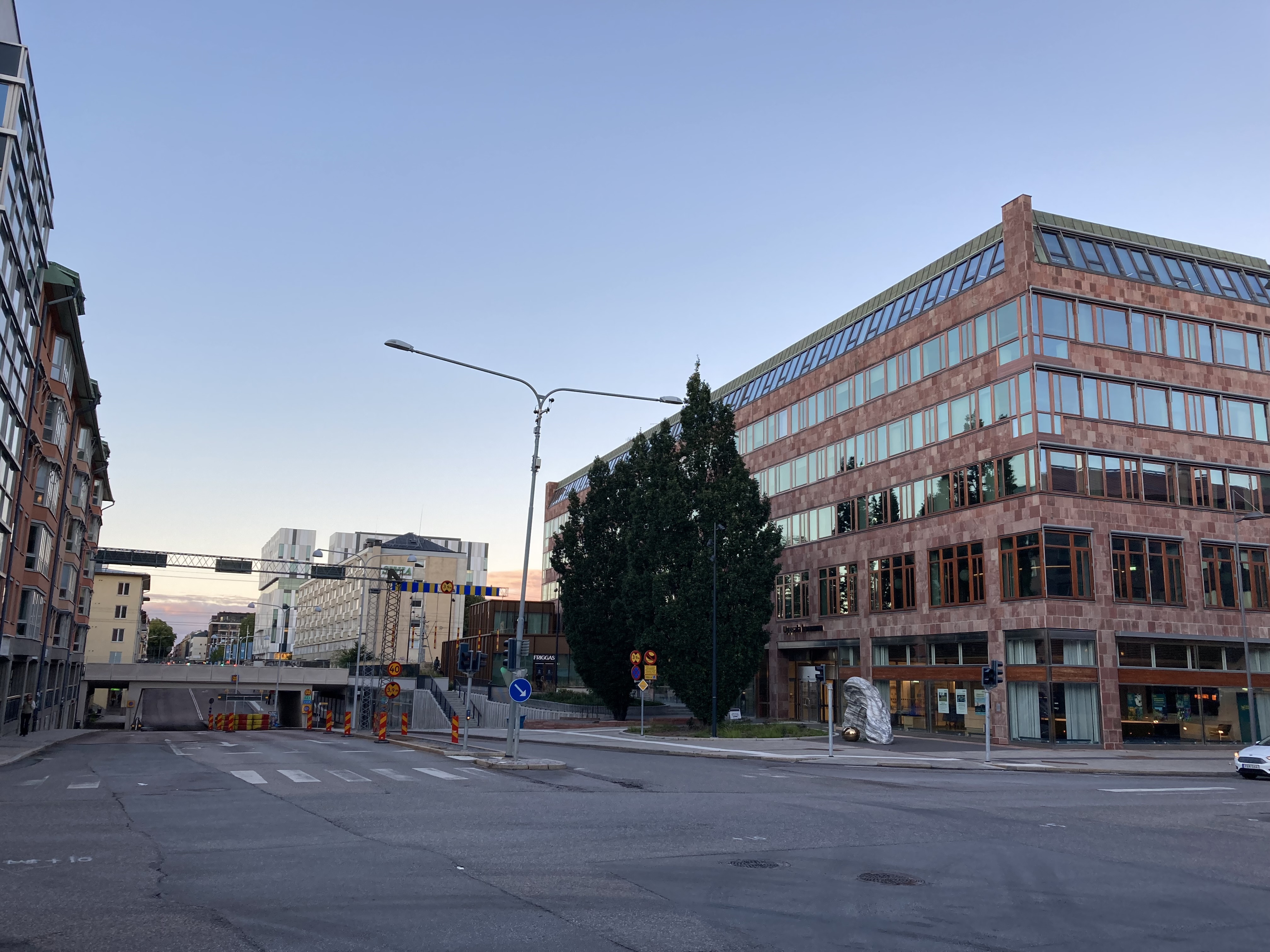
Stadshuset sett från korsningen Kungsgatan/Vaksalagatan.

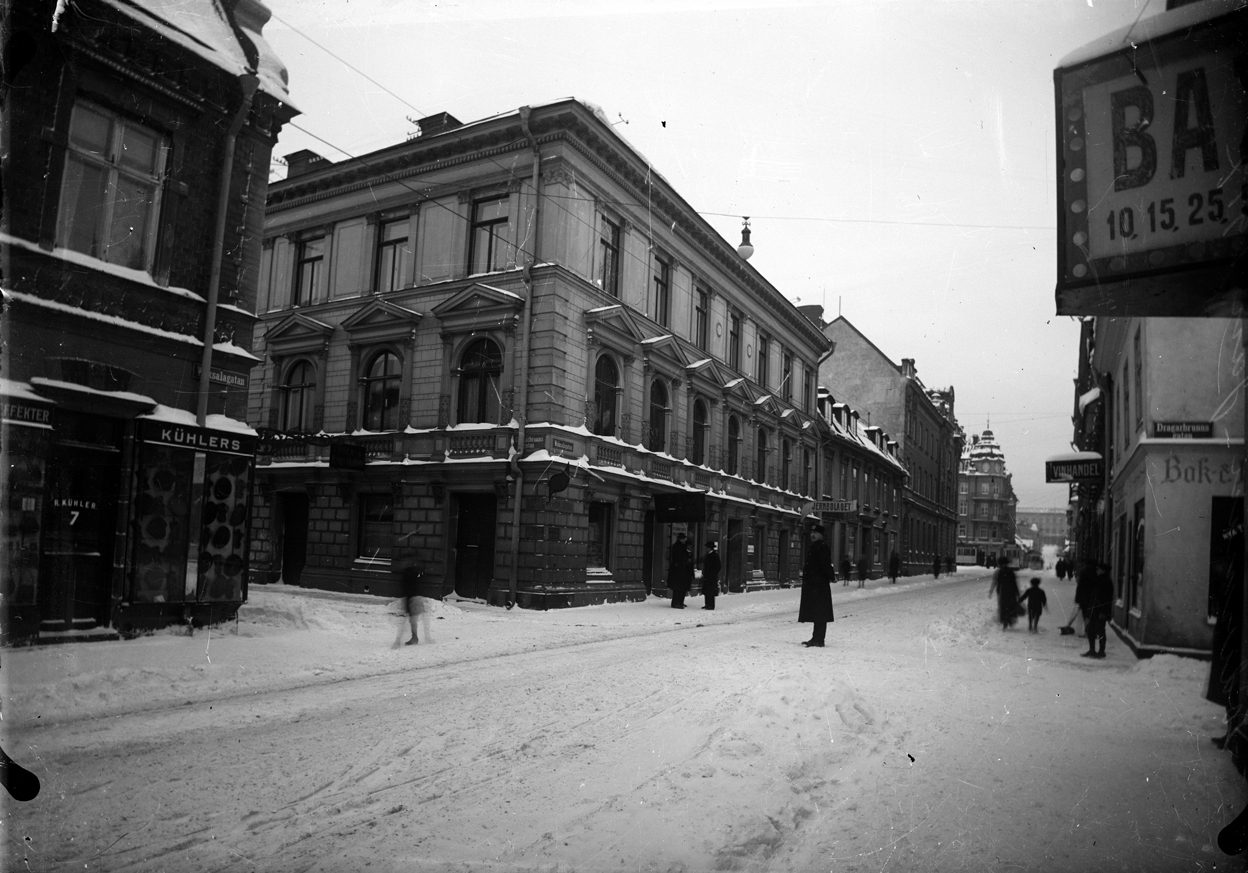
Upsala Ångqvarn AB:s byggnad på Vaksalagatan 5, kvarteret Lejonet, 1917.

Vaksalagatan är en stor gata i Uppsala som börjar vid Stora torget och går österut ut mot området Vaksala. Gatan passerar från Uppsala centrum ut genom stadsdelarna Fålhagen, Kvarngärdet och Gränby.
Gatan är mycket rak, och korsar Dragarbrunnsgatan, Kungsgatan, passerar Vaksala torg och korsar sedan Tycho Hedéns väg. Området vid korsningen med Tycho Hedéns väg benämns även Fyra mackar, då fyra bensinstationer ligger i var sitt hörn av korsningen.
Gatan går sedan över en bro över motorvägen på E4 och efter bron går den in i en rondell där den ansluter till länsväg 288 och Bärbyleden, som i sin tur kopplar ihop Vaksalagatan med E4.
Mellan Stora torget och Kungsgatan är gatan enbart upplåten för buss, taxi och varutransporter, och där är den också relativt smal. Från Kungsgatan och österut är gatan upplåten för all trafik och är en bred gata. Gatan passerar bland annat Gränbystaden och Vaksala kyrka. Från Vaksala torg fram till Gränbystaden är gatan mötesseparerad med två körfält i vardera riktning, varav det ena är busskörfält största delen av sträckan. Resten av sträckan är gatan av landsvägskaraktär. Vaksalagatan är en av de mest trafikerade gatorna i Uppsala.